# Tutti scienziati
Tutti scienziati è un singolo del rapper italiano Clementino, pubblicato il 24 marzo 2017 come terzo estratto dal quinto album in studio Vulcano.

## Descrizione
Quarta traccia dell'album, Tutti scienziati è stato composto interamente dallo stesso Clementino.

## Video musicale
Il video, reso disponibile il 31 marzo, è un omaggio al film Non ci resta che piangere di Massimo Troisi, in cui l'attore recita con Roberto Benigni. Per la realizzazione del video il cantante ha collaborato con il comico Il Pancio e con Ciro Priello e Simone Russo dei The Jackal.

## Tracce
1. Tutti scienziati – 3:54